# 利特爾阿肯索 (阿肯色州)
利特爾阿肯索（英語：Little Arkansaw）是位於美國阿肯色州布恩縣的一個非建制地區。該地的面積和人口皆未知。

## 地理
利特爾阿肯索的座標為36°17′21″N 93°14′12″W / 36.28917°N 93.23667°W，而該地的平均海拔高度為434米（即1424英尺）。